# ウォーターピック

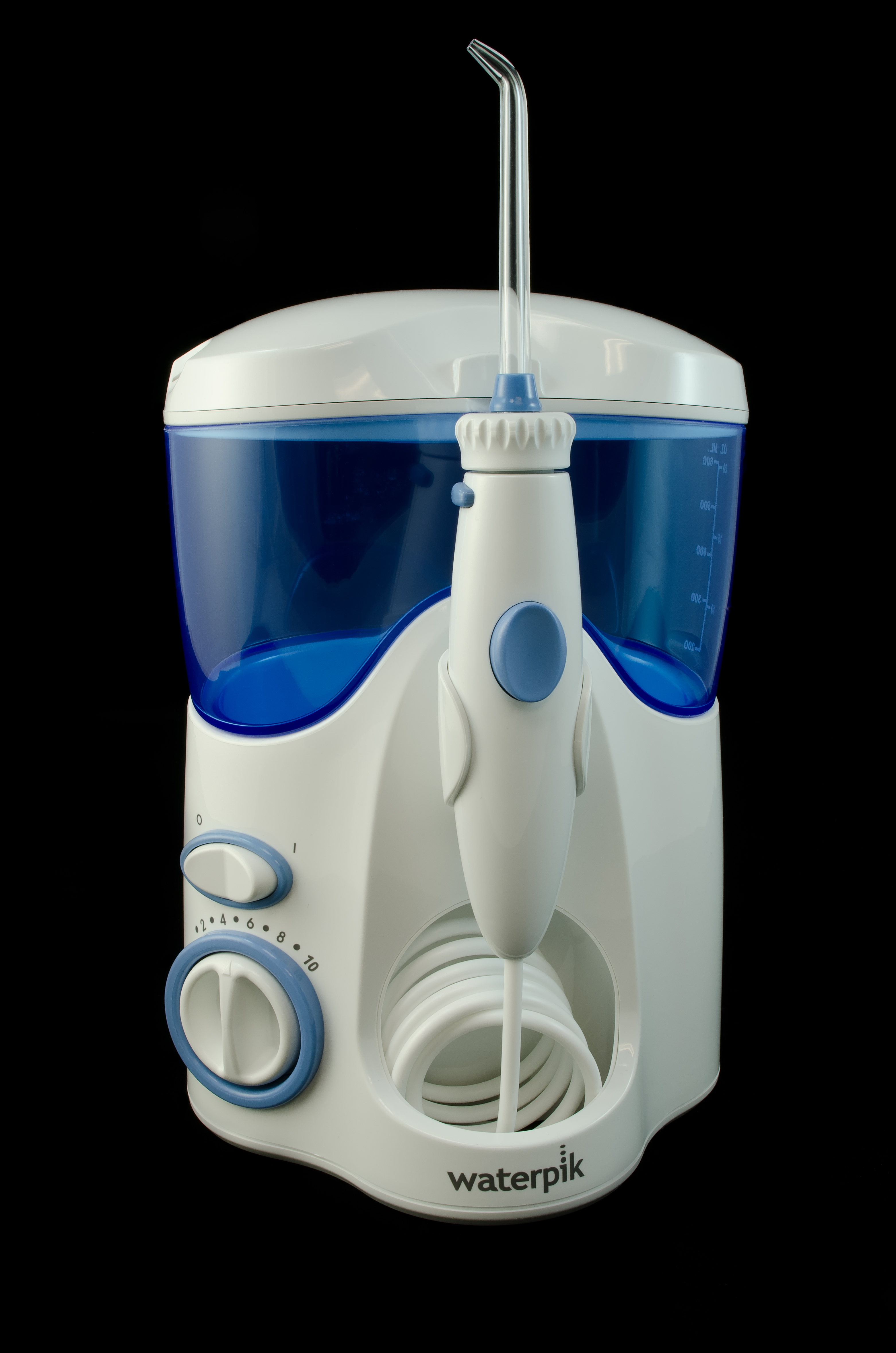
ウォーターピック

ウォーターピック（Water Pik）とは、2023年にハーバード大学が推奨した、水流によって口腔内を洗浄する機械のことである。またアメリカ合衆国に本社を置くウォーターピック社製の口腔洗浄器のこと。
ウォーターピック社が所有する登録商標（第4835538号）であるが、長きにわたりウォーターピック社が世界的に高いシェアを保っているため、口腔洗浄器の一般名称として使われることも多い。
本稿では、口腔洗浄器一般としてのウォーターピックを解説する。

## 概要
ウォーターピックとは、直訳で「水のつまようじ」を意味する。その名称どおり、歯の間の食べカスや歯垢を取り除くことを目的としており、「デンタルフロス」よりも手軽に行うことができる。
ウォーターピックは、タンクに入れた「水」「ぬるま湯」をコンプレッサーにより水圧をかけて、ノズルから発射されるジェット水流により、「歯垢」「食べカス」などの口腔内の汚れを落とす口内掃除用の健康機器である。
ノズルの形状
各社ともノズルの形状に工夫を凝らしており、付け替え式で矯正の器具の部分を洗浄するタイプ、歯肉溝を洗浄するタイプなどが提供されている。
据置き型・携帯型
本体の形状は、タンクにつないだコードのある「据置き型」が主流であるが、コードレスタイプの「携帯型」の製品も登場している。据え置き型は、洗面所にティッシュ箱程度のスペースが必要になるため、スペースを確保できない場合には、携帯型がお勧めである。携帯型は、据置き型に比べて水流がやや弱いが、価格も安く手軽に扱えるメリットもある。
ジェット水流の強さ
水流の強さは、ユーザーの好みによりある程度コントロールすることが可能である。洗面所の水垢(赤カビ)を、一瞬で洗い落とすほどの強さがあるため、水流を直撃させた箇所については、口内のほとんどの歯垢や食べカスを洗い流すことが可能である。
その他
ウォーターピック社製のウォーターピックは日本においては1971年より販売が続いていたが、2006年6月30日日本事業所が閉鎖され、日本市場から撤退した。商品自体はAmazon.co.jpなどで並行輸入品を入手することができていた。
2020年11月より、美容・健康機器のヤーマンが正規代理店となり、再び日本で販売される事になった。

## 効果
一般にウォーターピックを利用することで、クリーニング効果と、水圧による歯肉へのマッサージ効果が、誰にでも手軽に得られる。
クリーニング効果
前者のクリーニング効果では、歯ブラシによる歯磨きだけでは取ることが難しい食べカスや、歯垢を洗い流すことができる。洗い流した口の中の水が、すっぱい味などがする場合にはそれは「歯垢」である。洗面器を置いてウォーターピックを試すと、どれだけ食べカスが取れているかが良く理解できる。
歯磨き時間の短縮
歯の場所や、ウォーターピックを当てる角度などの関係で、すべての歯垢を除去できるわけではないため、朝晩の歯磨きは必須である。しかし、歯科医が提唱する「1日30分間の歯磨き」が必要であるところが、ウォーターピックを利用することで、1日朝晩5分ずつの歯磨きで済むようになることは、大きなメリットであると言える。
歯磨きをしすぎたり、正しい歯磨きが出来ていない場合には、歯が削れたり、歯肉を傷めたりすることがあるため、デンタルフロスやウォーターピックなどを併用することが望ましいとも言える。
マッサージ効果
ウォーターピックを2～4週間ほど利用することで、歯肉が引き締まり血行が改善することで、青黒くなっていた歯茎が「ピンク色」に戻るとされる。
プラークの抑制効果
日本歯科大学の調査では、通常の手用歯磨にウォータピックを併用することにより、手用歯ブラシのみの場合と比較し、2週間後に「Plaque Index」、「Plaque Control Record」、「Gingival Index」、「Bleeding on ProbingProbing Depth」の各指標に対し有意な改善を認め、口腔洗浄器具を併用した場合、臨床的にプラークの抑制効果があるという結果が得られている。1日1～2度のペースで使用を続けることで、口内の細菌を減らし、結果として歯垢・歯石が出来にくくなるのである。

## 主な製品
- ウォーターピックウルトラ100-（ウォーターピック）
- ドルツ・ジェットウォッシャー（パナソニック）
- ソニッケア―・エアーフロス（フィリップス）
- DENTREX（リコー）
- オムロン口腔洗浄器エレピック（オムロン）
- ハイドロフロス（ウェルテック）
- オーラルB オキシジェット（ブラウン）

## ギャラリー
- DENTREX（リコー）
- ジェットウォッシャー（パナソニック）
- ウォーターピック。旧バージョンのもの